# Outer Barrier
Ne doit pas être confondu avec Outer Banks.
L'Outer Barrier (littéralement « barrière extérieure »), également connue sous le nom de Long Island and New York City barrier islands (« îles-barrières de Long Island et de New York »), fait référence à la série d'îles barrière qui sépare les lagunes au sud de Long Island, dans l'État de New York, de l'océan Atlantique.
Ces îles comprennent Long Beach Barrier Island (Long Beach), Barnum Island (Barnum Island), Jones Beach Island, Fire Island et Westhampton Island.
La barrière extérieure s'étend sur 121 kilomètres le long de la rive sud (le South Shore) de Long Island, de la péninsule de Rockaway à New York jusqu'à l'extrémité est de la crique de Shinnecock (en) dans le comté de Suffolk.
Les lagunes entourées par les îles-barrières sont la baie de Jamaica, la baie Brosewere, la baie Hewlett, Reynolds Channel (en), la baie Middle, la baie East, la baie South Oyster (en), la Great South Bay et les bras de la Great South Bay qui ont leur propre nom géographique.

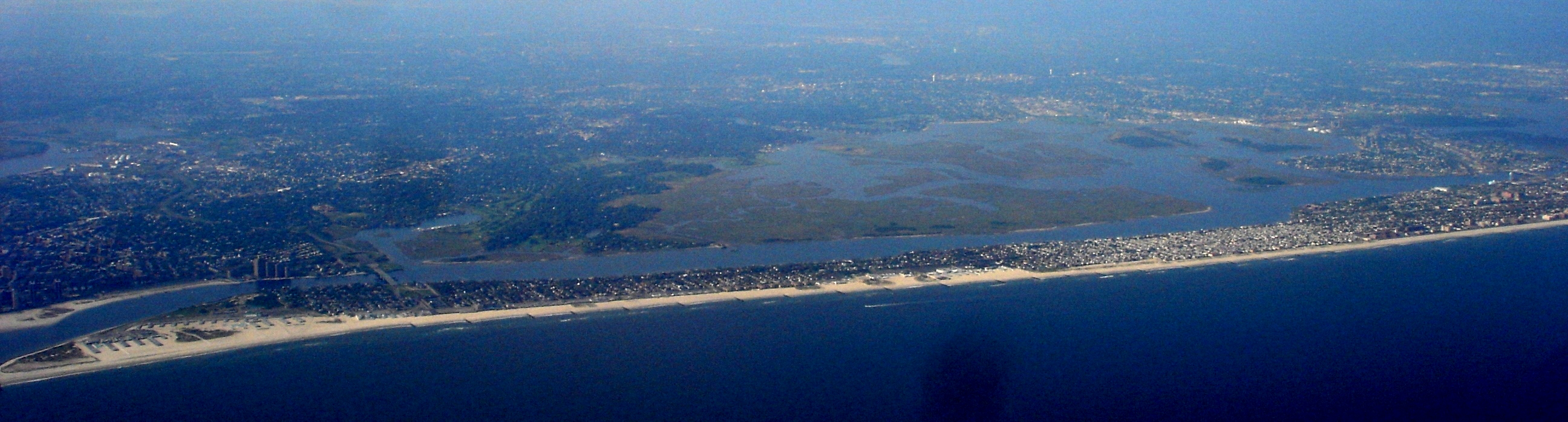
Long Beach Barrier Island.